# Concurso de Mates de la NBA
El Concurso de Mates o Clavadas de la NBA (en inglés Slam Dunk Contest) es una competición que se celebra durante el All-Star Weekend de la NBA en la que los participantes intentan mostrar ante el público sus mejores mates.

## Historia
El primer concurso se celebró en 1976 por la American Basketball Association (ABA) en su All-Star Game (Partido de las Estrellas) de Denver (edición que ganó Julius Erving), justo cuando se permitieron los mates en la competición universitaria NCAA. Esto permitió a los jugadores mostrar sus habilidades machacando la canasta para intentar batir a sus rivales. Este concurso duró sólo dos años, porque la ABA se fusionó con la NBA al año siguiente, en 1977. Finalmente, la NBA creó en el All Star Weekend de 1984 su propio concurso de mates, dada la popularidad ante los aficionados, edición que ganó Larry Nance, de los Phoenix Suns.
Desde hace años es uno de los acontecimientos más esperados dentro del All-Star Weekend de la NBA (fin de semana de las estrellas). En ella se han visto duelos míticos, como los de Michael Jordan y Dominique Wilkins en las ediciones de finales de los 80; o en uno de los más aclamados con la victoria de Vince Carter en el año 2000; y el más reciente entre Aaron Gordon y Zach LaVine de 2016.
Desde la edición de 2002 (y con excepción de 2014), el concurso consiste en dos rondas, en la que participan cuatro jugadores y dos de ellos pasan a la final. En la primera ronda se puntúan dos mates de cada participante y pasan a la ronda final los dos jugadores con la nota más alta. La ronda final, también se puntúan dos mates, no teniendo en cuenta la puntuación de la ronda previa. El ganador será el que la suma de las notas de sus dos mates, otorgada por cinco jueces, sea más elevada. Cada juez emite un voto (entre 1 y 10) por mate, por lo tanto, la nota máxima por mate es de 50 puntos.
Nate Robinson y Mac McClung ostentan el honor de ser los jugador que más concursos han ganado, haciéndolo en tres ocasiones. Nate en  2006, 2009 y 2010, a pesar de medir 1,75 metros, y McClung en 2023, 2024, y 2025, con una altura de 1,88 m. Spud Webb, con una altura de 1,68 m, es el jugador más bajo en ganar este concurso de mates (en 1986).

## Ganadores

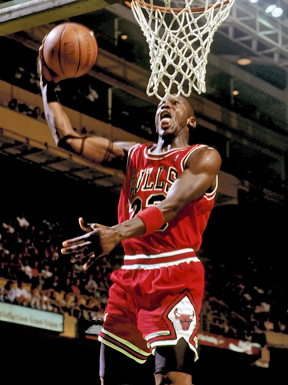
Michael Jordan ganó el concurso en 1987 y 1988.

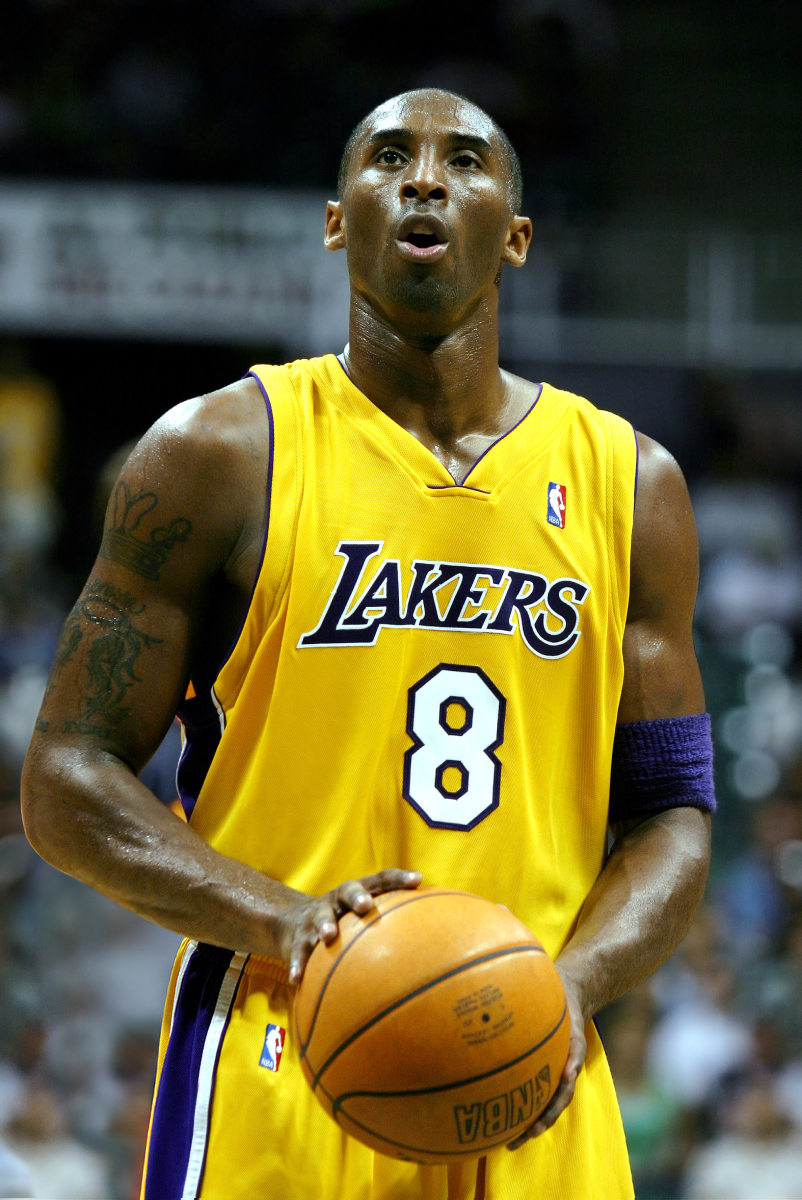
Kobe Bryant ganó el concurso en 1997.

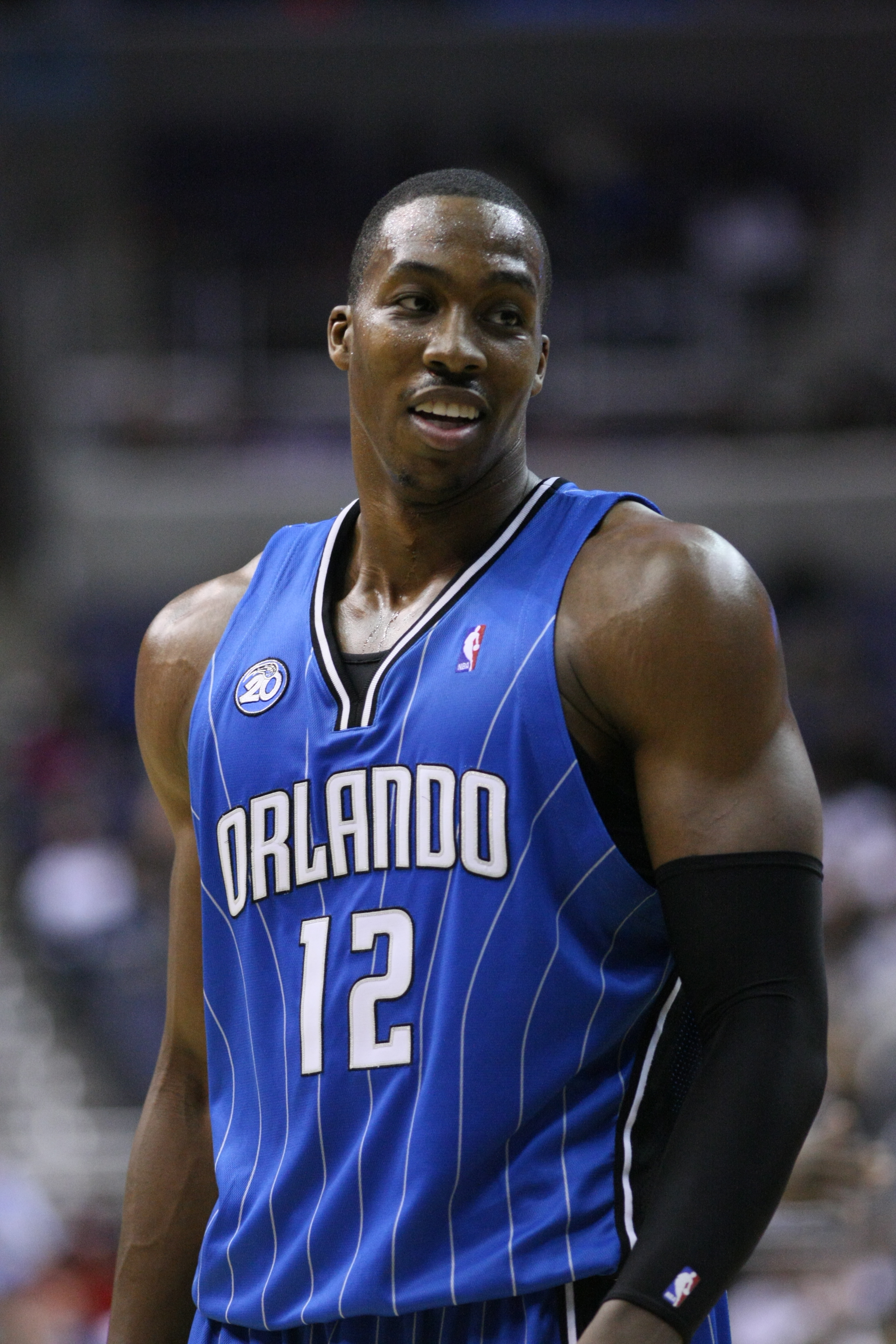
Dwight Howard, ganador en 2008.

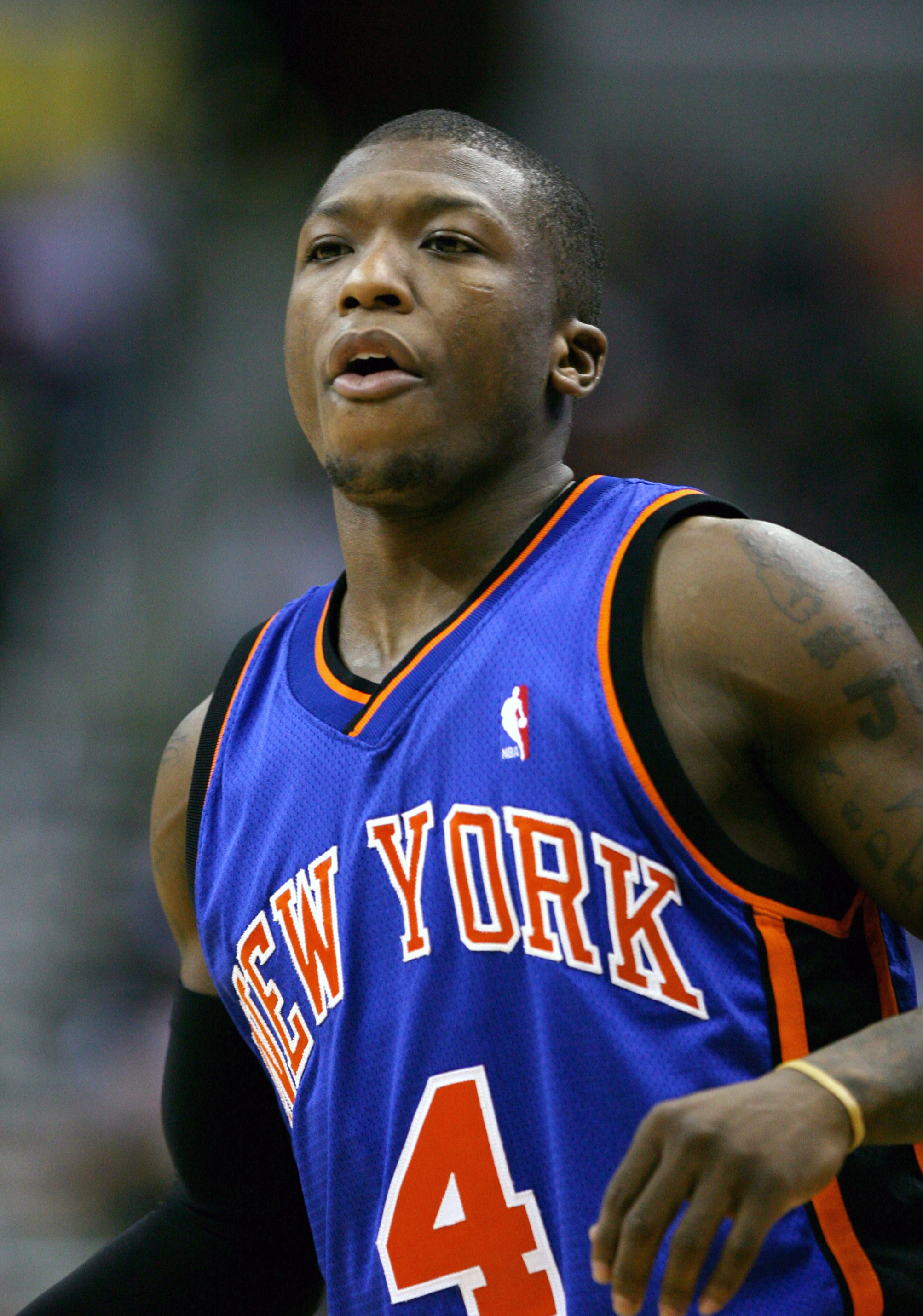
Nate Robinson ha ganado el concurso en tres ocasiones.

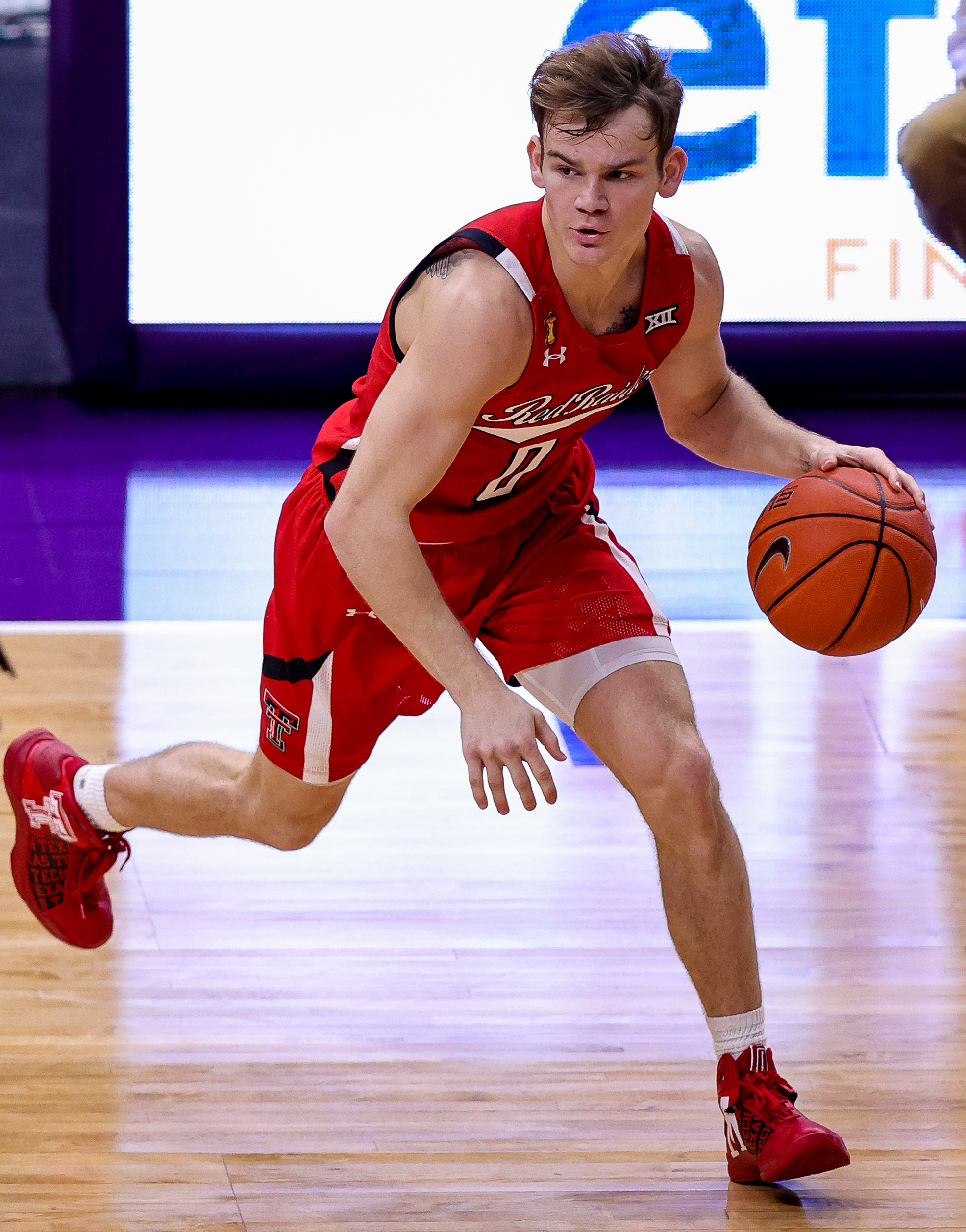
Mac McClung también ganó en tres ocasiones.

|             | Denota jugador en activo en la NBA                                            |
|             | Elegido en el Basketball Hall of Fame                                         |
| Jugador (#) | Denota el número de veces que el jugador ha ganado el concurso                |
| Equipo (#)  | Denota el número de veces que un jugador de este equipo ha ganado el concurso |

| Temporada | Jugador                           | Equipo                                   |
| --------- | --------------------------------- | ---------------------------------------- |
| 1984      | Larry Nance                       | Phoenix Suns                             |
| 1985      | Dominique Wilkins (1)             | Atlanta Hawks (1)                        |
| 1986      | Spud Webb                         | Atlanta Hawks (2)                        |
| 1987      | Michael Jordan (1)                | Chicago Bulls (1)                        |
| 1988      | Michael Jordan (2)                | Chicago Bulls (2)                        |
| 1989      | Kenny "Sky" Walker                | New York Knicks (1)                      |
| 1990      | Dominique Wilkins (2)             | Atlanta Hawks (3)                        |
| 1991      | Dee Brown                         | Boston Celtics (1)                       |
| 1992      | Cedric Ceballos                   | Phoenix Suns (2)                         |
| 1993      | Harold Miner (1)                  | Miami Heat (1)                           |
| 1994      | Isaiah Rider                      | Minnesota Timberwolves (1)               |
| 1995      | Harold Miner (2)                  | Miami Heat (2)                           |
| 1996      | Brent Barry                       | L.A. Clippers (1)                        |
| 1997      | Kobe Bryant                       | L.A. Lakers                              |
| 1998      | No se celebró el concurso         | —                                        |
| 1999      | No se celebró por cierre patronal | —                                        |
| 2000      | Vince Carter                      | Toronto Raptors (1)                      |
| 2001      | Desmond Mason                     | Seattle SuperSonics                      |
| 2002      | Jason Richardson (1)              | Golden State Warriors (1)                |
| 2003      | Jason Richardson (2)              | Golden State Warriors (2)                |
| 2004      | Fred Jones                        | Indiana Pacers (1)                       |
| 2005      | Josh Smith                        | Atlanta Hawks (4)                        |
| 2006      | Nate Robinson (1)                 | New York Knicks (2)                      |
| 2007      | Gerald Green                      | Boston Celtics (2)                       |
| 2008      | Dwight Howard                     | Orlando Magic                            |
| 2009      | Nate Robinson (2)                 | New York Knicks (3)                      |
| 2010      | Nate Robinson (3)                 | New York Knicks (4)                      |
| 2011      | Blake Griffin                     | L.A. Clippers (2)                        |
| 2012      | Jeremy Evans                      | Utah Jazz (1)                            |
| 2013      | Terrence Ross                     | Toronto Raptors (2)                      |
| 2014      | John Wall                         | Washington Wizards                       |
| 2015      | Zach LaVine (1)                   | Minnesota Timberwolves (2)               |
| 2016      | Zach LaVine (2)                   | Minnesota Timberwolves (3)               |
| 2017      | Glenn Robinson III                | Indiana Pacers (2)                       |
| 2018      | Donovan Mitchell                  | Utah Jazz (2)                            |
| 2019      | Hamidou Diallo                    | Oklahoma City Thunder                    |
| 2020      | Derrick Jones Jr.                 | Miami Heat (3)                           |
| 2021      | Anfernee Simons                   | Portland Trail Blazers                   |
| 2022      | Obi Toppin                        | New York Knicks (5)                      |
| 2023      | Mac McClung (1)                   | Philadelphia 76ers / Delaware Blue Coats |
| 2024      | Mac McClung (2)                   | Osceola Magic (1)                        |
| 2025      | Mac McClung (3)                   | Osceola Magic (2)                        |

### Campeones por franquicia
| Número | Franquicia               | Último año |
| ------ | ------------------------ | ---------- |
| 5      | New York Knicks          | 2022       |
| 4      | Atlanta Hawks            | 2005       |
| 3      | Minnesota Timberwolves   | 2016       |
| 3      | Miami Heat               | 2020       |
| 2      | Toronto Raptors          | 2013       |
| 2      | Boston Celtics           | 2007       |
| 2      | Chicago Bulls            | 1988       |
| 2      | Golden State Warriors    | 2003       |
| 2      | Phoenix Suns             | 1992       |
| 2      | L.A. Clippers            | 2011       |
| 2      | Indiana Pacers           | 2017       |
| 2      | Utah Jazz                | 2018       |
| 2      | Osceola Magic (G League) | 2025       |
| 1      | L.A. Lakers              | 1997       |
| 1      | Orlando Magic            | 2008       |
| 1      | Seattle SuperSonics      | 2001       |
| 1      | Washington Wizards       | 2014       |
| 1      | Oklahoma City Thunder    | 2019       |
| 1      | Portland Trail Blazers   | 2021       |
| 1      | Philadelphia 76ers       | 2023       |

## Todos los participantes
Nota: Ganadores en dorado.
| Año      | Participantes         | Participantes     | Participantes         | Participantes      | Participantes     | Participantes         | Participantes      | Participantes     | Participantes     |
| -------- | --------------------- | ----------------- | --------------------- | ------------------ | ----------------- | --------------------- | ------------------ | ----------------- | ----------------- |
| 1984     | Michael Cooper        | Clyde Drexler     | Julius Erving         | Darrell Griffith   | Edgar Jones       | Larry Nance           | Ralph Sampson      | Dominique Wilkins | Orlando Woolridge |
| 1985     | Clyde Drexler         | Julius Erving     | Darrell Griffith      | Michael Jordan     | Larry Nance       | Terence Stansbury     | Dominique Wilkins  | Orlando Woolridge |                   |
| 1986     | Roy Hinson            | Jerome Kersey     | Paul Pressey          | Terence Stansbury  | Terry Tyler       | Spud Webb             | Gerald Wilkins     |                   |                   |
| 1987     | Tom Chambers          | Johnny Dawkins    | Clyde Drexler         | Ron Harper         | Michael Jordan    | Jerome Kersey         | Terence Stansbury  | Gerald Wilkins    |                   |
| 1988     | Clyde Drexler         | Michael Jordan    | Jerome Kersey         | Otis Smith         | Spud Webb         | Dominique Wilkins     |                    |                   |                   |
| 1989     | Clyde Drexler         | Ron Harper        | Shelton Jones         | Jerome Kersey      | Chris Morris      | Tim Perry             | Kenny "Sky" Walker | Spud Webb         |                   |
| 1990     | Kenny Battle          | Rex Chapman       | Shawn Kemp            | Scottie Pippen     | Kenny Smith       | Billy Thompson        | Kenny "Sky" Walker | Dominique Wilkins |                   |
| 1991     | Dee Brown             | Rex Chapman       | Blue Edwards          | Kendall Gill       | Shawn Kemp        | Kenny Smith           | Otis Smith         | Kenny Williams    |                   |
| 1992     | Stacey Augmon         | Cedric Ceballos   | Larry Johnson         | Shawn Kemp         | John Starks       | Doug West             |                    |                   |                   |
| 1993     | Cedric Ceballos       | David Benoit      | Tim Perry             | Harold Miner       | Kenny Smith       | Clarence Weatherspoon |                    |                   |                   |
| 1994     | Antonio Davis         | Allan Houston     | Shawn Kemp            | Robert Pack        | Isaiah Rider      | James Robinson        |                    |                   |                   |
| 1995     | Tony Dumas            | Antonio Harvey    | Tim Perry             | Harold Miner       | Isaiah Rider      | Jamie Watson          |                    |                   |                   |
| 1996     | Doug Christie         | Brent Barry       | Michael Finley        | Greg Minor         | Jerry Stackhouse  |                       |                    |                   |                   |
| 1997     | Kobe Bryant           | Chris Carr        | Michael Finley        | Darvin Ham         | Bob Sura          |                       |                    |                   |                   |
| 1998 (1) |                       |                   |                       |                    |                   |                       |                    |                   |                   |
| 1999 (2) |                       |                   |                       |                    |                   |                       |                    |                   |                   |
| 2000     | Vince Carter          | Ricky Davis       | Steve Francis         | Larry Hughes       | Tracy McGrady     | Jerry Stackhouse      |                    |                   |                   |
| 2001     | Jonathan Bender       | Baron Davis       | Corey Maggette        | Desmond Mason      | DeShawn Stevenson | Stromile Swift        |                    |                   |                   |
| 2002     | Steve Francis         | Desmond Mason     | Jason Richardson      | Gerald Wallace     |                   |                       |                    |                   |                   |
| 2003     | Richard Jefferson     | Desmond Mason     | Jason Richardson      | Amar'e Stoudemire  |                   |                       |                    |                   |                   |
| 2004     | Ricky Davis           | Fred Jones        | Jason Richardson      | Amar'e Stoudemire  |                   |                       |                    |                   |                   |
| 2005     | Chris Andersen        | J.R. Smith        | Josh Smith            | Amar'e Stoudemire  |                   |                       |                    |                   |                   |
| 2006     | Andre Iguodala        | Nate Robinson     | Josh Smith            | Hakim Warrick      |                   |                       |                    |                   |                   |
| 2007     | Gerald Green          | Dwight Howard     | Nate Robinson         | Tyrus Thomas       |                   |                       |                    |                   |                   |
| 2008     | Rudy Gay              | Gerald Green      | Dwight Howard         | Jamario Moon       |                   |                       |                    |                   |                   |
| 2009     | Dwight Howard         | Rudy Fernández    | Nate Robinson         | J.R. Smith         |                   |                       |                    |                   |                   |
| 2010     | Shannon Brown         | DeMar DeRozan     | Nate Robinson         | Gerald Wallace     |                   |                       |                    |                   |                   |
| 2011     | DeMar DeRozan         | Blake Griffin     | Serge Ibaka           | JaVale McGee       |                   |                       |                    |                   |                   |
| 2012     | Chase Budinger        | Jeremy Evans      | Paul George           | Derrick Williams   |                   |                       |                    |                   |                   |
| 2013     | Eric Bledsoe          | Jeremy Evans      | Kenneth Faried        | Paul George        | Terrence Ross     | Gerald Green          | James White        |                   |                   |
| 2014     | Harrison Barnes       | Paul George       | Damian Lillard        | Ben McLemore       | Terrence Ross     | John Wall             |                    |                   |                   |
| 2015     | Giannis Antetokounmpo | Zach LaVine       | Victor Oladipo        | Mason Plumlee      |                   |                       |                    |                   |                   |
| 2016     | Will Barton           | Andre Drummond    | Aaron Gordon          | Zach LaVine        |                   |                       |                    |                   |                   |
| 2017     | Aaron Gordon          | Derrick Jones Jr. | DeAndre Jordan        | Glenn Robinson III |                   |                       |                    |                   |                   |
| 2018     | Donovan Mitchell      | Victor Oladipo    | Dennis Smith Jr.      | Larry Nance Jr.    |                   |                       |                    |                   |                   |
| 2019     | Miles Bridges         | John Collins      | Hamidou Diallo        | Dennis Smith Jr.   |                   |                       |                    |                   |                   |
| 2020     | Pat Connaughton       | Aaron Gordon      | Dwight Howard         | Derrick Jones Jr.  |                   |                       |                    |                   |                   |
| 2021     | Cassius Stanley       | Obi Toppin        | Anfernee Simons       |                    |                   |                       |                    |                   |                   |
| 2022     | Jalen Green           | Cole Anthony      | Juan Toscano-Anderson | Obi Toppin         |                   |                       |                    |                   |                   |
| 2023     | Trey Murphy III       | Kenyon Martin Jr. | Jericho Sims          | Mac McClung        |                   |                       |                    |                   |                   |
| 2024     | Jaylen Brown          | Jaime Jáquez Jr.  | Obi Toppin            | Mac McClung        |                   |                       |                    |                   |                   |
| 2025     | Matas Buzelis         | Stephon Castle    | Andre Jackson Jr.     | Mac McClung        |                   |                       |                    |                   |                   |